# محفل روحانی
محفل روحانی یک شورای ۹ نفره بهائی است که اعضای آن هر سال توسط انتخابات بهائی انتخاب می‌شود و وظیفه ادارهٔ امور جامعه بهائی را بر عهده دارد. در سطح محلی امور جامعهٔ بهائی توسط محفل روحانی محلی و در سطح ملی توسط محفل روحانی ملی اداره می‌شود.

## ماهیت و کارکرد
دیانت بهائی فاقد طبقهٔ روحانی است. فردی تحت عنوان متخصص در امور دینی وجود ندارد که متن کتاب مقدس را برای دیگران تفسیر نماید یا وظیفهٔ هماهنگی و سازماندهی امور جمعی را بر عهده داشته باشد. وظایف اداری که در ادیان دیگر به‌طور سنّتی در حوزهٔ مسئولیت طبقهٔ روحانیت است در بین بهائیان از طریق یک ساختاری اداری صورت می‌گیرد که شامل شوراهای انتخابی است. محفل‌های روحانی ادارهٔ امور جامعهٔ بهائی در دو سطح محلی و ملی بر عهده دارند.[۳]

## تاریخچه
دستور تشکیل محافل توسط بهاءالله در کتاب اقدس داده شده‌است و حداقل تعداد اعضای این جمع را ۹ نفر اعلام می‌کند. اولین محفل روحانی رسمی در طهران و در سال ۱۸۹۷ تحت نظر عبدالبهاء و توسط حاج میرزا علی اکبر شهمیرزادی ملقب به حاجی آخوند از ایادیان امرالله تشکیل شد. به خاطر آزار و اذیت بهائیان ایران این محفل وظیفه محفل محلی و ملی را بر عهده گرفت. محفل روحانی ایران در سال ۱۳۶۲ و پس از انقلاب، توسط نظام جمهوری اسلامی در ایران غیرقانونی اعلام شد و پس از آن گروهی موسوم به یاران ایران مسئولیت اداره امور جامعه بهائی را بر عهده گرفت.

## محفل روحانی محلی
در سطح محلی امور جامعهٔ بهائی توسط محفل روحانی محلی اداره می‌شود. در هر شهر و روستایی که تعداد بهائیان ۲۱ سال به بالای آن حداقل ۹ نفر باشد هر سال انتخاباتی برگزار می‌گردد که در جریان آن مستقیماً ۹ فرد از جانب بهائیان آن محل به عضویت محفل محلی در می‌آیند. زنان نیز می‌توانند به عنوان اعضای محافل روحانی محلی انتخاب شوند.

### وظایف
محفل روحانی محلی، امور بهائیان در آن نقطه را هماهنگ می‌کند. در جامعهٔ بهائی، شورای محلی مسئول ادارهٔ امور جامعه است که شامل انتشار آئین بهائی، سامان‌دهی امور مربوط به تعلیم و تربیت کودکان و نوجوانان، انجام امور انتشارات و تألیفات، نظارت بر اجرای احکام ازدواج و طلاق، کمک به نیازمندان، رفع اختلافات احتمالی بین اعضای جامعه، برگزاری مراسم روزهای تعطیل و رسیدگی به امور مالی می‌باشد.محفل روحانی محلّی، همچنین اختیارات لازم را به افراد، کمیته‌ها و گروه‌ها برای انجام خدمات محلّی اعطا می‌کند.

### انتخابات
بهائیان هر سال در اول اردیبهشت ماه هم‌زمان با روز اول عید رضوان (یکی از تعطیلات رسمی بهائیان) انتخابات سالانهٔ محافل محلی را برگزار می‌نمایند. انتخابات با رای مخفی انجام می‌شود. بر اساس قوانین بهائی تعیین نامزدهای انتخاباتی، تشکیل احزاب، برگزاری هرگونه کارزار و کمپین، زمینه‌سازی و تبلیغات انتخاباتی ممنوع است. رای‌دهندگان اسم ۹ نفر را در برگه‌های رای خود می‌نویسند. بعد از شمارش آراء، ۹ فردی که بیشترین تعداد رای را به‌دست آورده‌اند برای یک سال به عضویت محفل در می‌آیند.

## محفل روحانی ملی
هیئت دیگری که در سلسله مراتب نظم اداری بهائی در سطح بالاتری قرار دارد شورای ملی بهائی (محفل روحانی ملی) است. این شورا در هر کشوری که تعداد شوراهای محلی بهائی آن به میزان کافی باشد تشکیل می‌شود. زنان نیز می‌توانند به عنوان اعضای محفل‌های روحانی ملی انتخاب شوند.

### وظایف
هر محفل روحانی ملی در حوزهٔ تحت حاکمیت خود، مسئول ایجاد تحرّک برای فعالیت‌های محافل روحانی محلی و افراد بهائی و نیز هماهنگ‌کردن این فعالیت‌ها می‌باشد. محفل روحانی ملی واسطهٔ اصلی ارتباط و مکاتبه بین بهائیان حوزهٔ خود و مرکز جهانی بهائی است. اعضای محفل ملی، هر ۵ سال یک بار، از طریق رأی خود اعضای بیت العدل اعظم یعنی شورای عالی حاکمه آئین بهائی را تعیین می‌کنند.

### انتخابات
برای انتخابات محفل ملی، ابتدا نمایندگانی از مناطق مختلف یک کشور برای حضور در انجمن شور ملی (کانونشن ملی) انتخاب می‌شوند. نمایندگان حاضر در این انجمن نیز با رای مخفی و بدون تبلیغات و نامزد کردن افراد، اعضای محفل ملی را برای یک دورهٔ یک ساله انتخاب می‌کنند.

## نحوه و شرایط انتخابات محفل‌های روحانی محلی و ملی
انتخابات برای تعیین اعضای این موسسات بهائی همراه با دعا و مناجات و در محیط آرامی که امکان تأمل و تفکر را فراهم کند صورت می‌گیرد. انتخابات این شوراها فاقد تعیین نامزدهای انتخاباتی، حزب بندی و هر گونه زمینه‌سازی و تبلیغات انتخاباتی است. رأی دهندگان رأی خود را فاش نمی‌کنند تا هر شخص بتوانند آزادانه و فارغ از فشارهای بیرونی رأی دهد. از آن جا که در انتخابات بهائی تعیین نامزد انتخاباتی وجود ندارد در عمل به تمامی بهائیان بالای ۲۱ سال در سطح محلی یا کشوری می‌تواند رأی داده شود. هر رأی دهنده نام ۹ نفر را در برگه رأی می‌نویسد ۹ نفری که بالاترین تعدادی رأی را به دست آورند انتخاب می‌شوند.
بهائیان عضویت در محفل روحانی را مقام و امتیاز نمی‌دانند بلکه وظیفه ای است که ممکن است به هر بهائی محول شود. در انتخابات بهائی هدف انتخاب افرادی است که توانایی‌های اخلاقی، روحانی و اداری لازم برای مشورت و همکاری جهت ارتقای خیر عموم را دارند. افرادی که به عضویت در این شوراها انتخاب می‌شوند خود را به عنوان نمایندهٔ هیچ گروه یا دسته خاصی نمی‌بینند یا همچون حامیان حزبی از طرف حوزه انتخابی یا بخشی از جامعه سخن نمی‌گویند. این شوراها هیئتی متحد هستند که هدف آن‌ها خدمت به کل جامعه است و از طرف کل جامعه سخن می‌گویند و عمل می‌کنند.

## آمار
تا سال ۲۰۰۶ بیش از بیست هزار محفل محلی و بیش از ۱۸۰ محفل ملی در جهان تشکیل شد.
| سال  | تعداد محافل روحانی ملی |
| ---- | ---------------------- |
| ۱۹۲۳ | ۳                      |
| ۱۹۳۶ | ۱۰                     |
| ۱۹۵۳ | ۱۲                     |
| ۱۹۶۳ | ۷۰                     |
| ۱۹۷۳ | ۱۱۳                    |
| ۱۹۷۹ | ۱۲۵                    |
| ۱۹۸۸ | ۱۴۸                    |
| ۲۰۰۱ | ۱۸۲                    |
| ۲۰۰۸ | ۱۸۴                    |